# والتر ام‌. الساسر
والتر ام. اِلساسِر (انگلیسی: Walter M. Elsasser؛ زاده ۲۰ مارس ۱۹۰۴ درگذشته ۱۴ اکتبر ۱۹۹۱) یک فیزیک‌دان در زمینه زیست‌شناسی ریاضیاتی اهل آلمان بود.
وی برنده جوایزی همچون نشان ملی علوم شده‌است.
الساسر در سال 1958 در بنیاد فیزیکی زیست‌شناسی خود، وجود قوانین بیوتونیک (biotonic laws) را فرض کرد، یعنی قوانینی از طبیعت که نمی‌توانند در قوانین فیزیک گنجانده شوند و صرفاً بر سیستم‌های زنده حاکم هستند.